# ×Festulpia hubbardii
Festulpia hubbardii là một loài thực vật có hoa trong họ Hòa thảo. Loài này được Stace & R.Cotton mô tả khoa học đầu tiên năm 1974.